# Absorptielijn

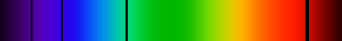
Spectrum met absorptielijnen

Een absorptielijn is een donkere spectraallijn in een spectrum als gevolg van de absorptie van opvallend of doorvallend licht of andere elektromagnetische straling van een voorwerp of chemische stof.

## Principe
Elektromagnetische straling kan beschouwd worden als een stroom van deeltjes, fotonen, die voor elke frequentie {\displaystyle \nu } een strikt bepaalde hoeveelheid energie {\displaystyle E=h\nu } hebben, met {\displaystyle h} de constante van Planck. Indien deze exact overeenkomt met de energie die nodig is om de atomen of moleculen van een bestraalde stof in een aangeslagen toestand te brengen, kunnen de fotonen door deze stof worden geabsorbeerd. Dit proces kan heel efficiënt verlopen (zelfs in een dunne laag worden bijna alle fotonen geabsorbeerd) of minder efficiënt (er is een heel dikke laag nodig om een klein deel van de fotonen te absorberen). De aborptiesterkte wordt vaak uitgedrukt als de dikte van het materiaal die nodig is om de hoeveelheid fotonen tot 1/e (ca. 0,37) te reduceren (de optische diepte).

## Omzetting van energie
De energie van de door een materiaal geabsorbeerde fotonen wordt omgezet in andere soorten energie. Dit kan op verschillende manieren gebeuren. De meest waarschijnlijke is voor veel processen dat deze energie wordt omgezet in beweging van de atomen: de stof wordt warmer. Het is ook mogelijk dat een deel van de energie vrijwel onmiddellijk of iets later weer als elektromagnetische straling (nieuwe fotonen met minder energie, overeenkomend met een langere golflengte) weer naar buiten komt. Dit heet fluorescentie of fosforescentie. Ook kan een chemische reactie in gang worden gezet.

## Spectrum
In verschillende delen van het elektromagnetisch spectrum kan absorptie plaatsvinden. Zo kan een stof microgolven absorberen doordat de energie van de fotonen overeenkomt met rotatie-aanslagen, infraroodstraling komt overeen met vibraties van chemische bindingen, zichtbaar licht en ultraviolet met aanslagen van (grotere) geconjugeerde systemen in een molecuul, en röntgenstraling met de binnenste elektronenbanen van zwaardere elementen.

## Breedte
Elk absorptiefenomeen heeft zijn eigen karakteristieke breedte. Bij ultravioletabsorptie zijn het vaak brede absorptiebanden, bij infrarood veel meer smalle absorptielijnen.

## Toepassingen
Het meten van de absorptiespectra van atomen heeft belangrijk toepassingen in bijvoorbeeld atoomfysica en moleculaire mechanica, de chemie, toxicologie en astronomie.

### Astronomie
Bij het uiteenrafelen van het licht van de zon of andere sterren met een prisma of tralie blijkt daar het licht op bepaalde frequenties zwakker te zijn, wat naar voren komt als dunne zwarte lijntjes in het spectrum, Fraunhoferlijnen genoemd naar de ontdekker. Deze lijntjes komen overeen met de absorptielijnen van de stoffen die in de atmosfeer van de sterren voorkomen. In het binnenste van de ster wordt enorm veel elektromagnetische straling gegenereerd. Deze straling wordt voor een heel klein gedeelte geabsorbeerd door de atomen in de steratmosfeer. Door het lichtsprectrum te bestuderen kan men zien welke elementen in de atmosfeer zitten.
Zo is in het zonnespectrum bijvoorbeeld het element helium ontdekt, dat oorspronkelijk op aarde nog niet was waargenomen (omdat het een vluchtig edelgas is dat niet reageert met andere stoffen, komt het op aarde slechts zeer verdund voor in de buitenlucht).
Soortgelijke absorptielijnen komen tevoorschijn als het sterrenlicht door nevels en gaswolken gaat. Vanaf de aarde is dan te zien, welke moleculen in die nevels en gaswolken aanwezig zijn.
De sterkte van absorptielijnen wordt in de astronomie aangeduid als equivalente breedte.